# Windpark Schacht Konrad
Der Windpark Schacht Konrad in Salzgitter in Niedersachsen, Deutschland ist ein sehr heterogener Windpark. Er besteht aus 22 Anlagen der Hersteller AN Bonus, Enercon und Vestas. Die ersten Anlagen gingen zwischen 2000 und 2002 in Betrieb. 2006 folgten zwei Windkraftanlagen vom Typ Enercon E-70 und 2010 bei Üfingen eine Enercon E-82 mit 138 m Nabenhöhe, die die anderen Anlagen überragt.

## Lage
Der Windpark liegt in der Nähe von Schacht Konrad beiderseits der Autobahn A 39 zwischen Braunschweig und Salzgitter.

## Betreiber
Der Windpark wird von der WindStrom Betriebs- und Verwaltungsgesellschaft mbH betrieben, die Stromeinspeisung erfolgt über ein eigenes Umspannwerk in das Stromnetz der Avacon. Ein Teil der Anlage befindet sich auf dem Gebiet des Ortsteils Alvesse der Gemeinde Vechelde.

## Anlagen
| Typ                | Anzahl | Leistung (kW) | Baujahr | Nabenhöhe (m) | Rotordurchmesser (m) | Gesamthöhe (m) |
| ------------------ | ------ | ------------- | ------- | ------------- | -------------------- | -------------- |
| AN Bonus 1300/62   |        | 1300          | 2000    | 68            | 62                   | 99             |
| AN Bonus 1300/62   | 80     | 1300          | 2000    | 111           | 62                   |                |
| AN Bonus 1300/62   | 90     | 1300          | 2000    | 121           | 62                   |                |
| Enercon E-66/18.70 | 5      | 1800          | 2001    | 85            | 66                   | 118            |
| Vestas V80         | 1      | 2000          | 2002    | 78            | 80                   | 118            |
| Enercon E-70 E4    | 2      | 2000          | 2006    | 85            | 70                   | 120            |
| Enercon E-82       | 1      | 2000          | 2010    | 138,38        | 82                   | 180            |